# Diablos Rojos del México
Para el equipo de la Liga Invernal Mexicana, véase Diablos Rojos del México (LIM).
Para el equipo de la Liga Nacional de Baloncesto Profesional de México, véase Diablos Rojos del México Básquetbol.
Los Diablos Rojos del México es un equipo de la Liga Mexicana de Béisbol con sede en la Ciudad de México, México.

## Historia

### Década de 1940
Los Rojos del México, como se les conocía en un principio, fueron fundados el 11 de febrero de 1940 por Salvador Lutteroth y el famoso manejador Ernesto Carmona. Enseguida los Rojos adquirieron una gran rivalidad deportiva con el mejor equipo de esa época de la liga, los Azules de Veracruz.
Las primeras 2 temporadas fueron muy buenas quedando en 2° lugar, pero después de estas y hasta 1945 quedaron muy relegados en las posiciones. En 1946 y 1947 volvieron a repetir como subcampeones. Las 2 últimas campañas de la década pasaron sin pena ni gloria.

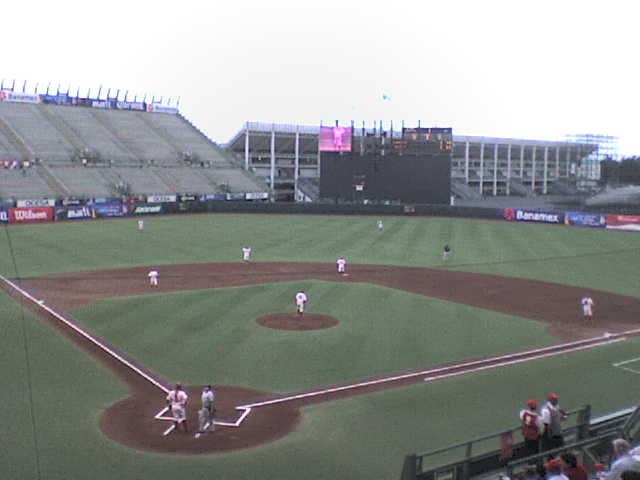
El 'Equipo Escarlata' en el campo del Foro Sol, previo a un partido contra Campeche de la temporada 2007.

#### El sobrenombre de "Diablos"
Durante la campaña de 1942, precisamente el 23 de abril, los Rojos perdían 13 a 7 en la novena y última entrada, fue aquí cuando la novena capitalina sacó la casta y anotaron otras 7 carreras para dejar tendido en el campo al rival, lo que hizo a Basilio "Brujo" Rosell exclamar: "estos Rojos juegan como Diablos".

### Década de 1950
La mediocridad fue algo constante en el equipo durante el primer lustro del decenio. Fue hasta 1955 cuando el México logró ser protagonista de la justa beisbolera nacional, quedando sólo detrás de Tigres y Nuevo Laredo. Fue también en esta temporada en la que el histórico Parque Deportivo del Seguro Social, con capacidad para 30 000 asistentes fue inaugurado con un partido en el que el México venció a Monterrey 18 a 14.
En la siguiente temporada, la de 1956, en la que fueron dirigidos por el cubano Lázaro Salazar, por fin el equipo rojo conseguía su primer gallardete al quedar en la primera posición por encima de los Tigres Capitalinos.
Por tercera ocasión el México repetía dos años consecutivos como subcampeón en los años del ’57 y ’58.

### Década de 1960
En estos tiempos el equipo fue vendido a un grupo de accionistas.
El subcampeonato del ’63 fue un preámbulo del 2° título que los capitalinos conseguirían, esta vez bajo las órdenes de Tomás Herrera y ante los Tigres en el partido de la coronación en quel 1964.
En 1966 el equipo tuvo un gran cierre de campaña, pero no pudo evitar el bicampeonato del acérrimo rival, los Tigres.
La campaña de 1968 fue sumamente especial, ya que en pretemporada vencieron al gran equipo de los Yankees de Nueva York en el parque del Seguro Social y terminaron consiguiendo su tercer título, por encima de los Rojos del Águila de Veracruz.

### Década de 1970
A partir de la temporada de 1970 la Liga Mexicana de Béisbol utilizaría el formato de dos zonas, norte y sur y el título se definiría en un play-off.
En esta misma temporada el México llegó como campeón del norte, aunque perdió en la serie final ante los Rojos del Águila de Veracruz por 4 juegos a 2.
En 1972 el equipo vuelve a ser vendido, esta vez a la sociedad dirigida por Ángel Vázquez.
Con esta nueva directiva el equipo rojo tuvo una gran época, en la que ganó 3 de las 4 temporadas entre 1973 y 1976, derrotando en las series finales a Saltillo en el ’73 y a los Algodoneros de Unión Laguna en el ’74 y el ’76.
A partir de 1974 la novena escarlata fue dirigida por una leyenda de la institución, Cananea Reyes.
En 1977 no pudieron repetir un bicampeonato y perdieron en la serie final ante Tecolotes de Nuevo Laredo.
En 1978 y 1979 el nivel del equipo decayó y en esta última temporada ni siquiera estuvieron dentro de la eliminatoria, cosa que no ocurría desde que se adquirió este sistema de competencia.

### Década de 1980
En el primer año de esta década fue el punto final de una gran época para el México, ya que tras la decadencia del equipo, este fue adquirido por Chara y Roberto Mansur. Esta nueva directiva empezó con una gran campaña, en la que se consiguió el 7° gallardete ante Broncos de Reynosa en el año de 1981. Después se tuvo un tropiezo, ya que en 1982 no se pudor acceder a la postemporada.
Se trabajó mucho en el equipo después de esto, lo cual hizo que el equipo subiera de buena manera su rendimiento y en 1985 se consiguió el 8° título, esta vez frente a Dos Laredos, a pesar de que el mánager, Cananea Reyes, no pudo estar con el equipo por varios días debido a su estado de salud.
En 1987 y 1988 se consiguió de nueva ocasión repetir como campeones. En 1987, con un gran juego de la estrella Nelson Barrera, se derrotó nuevamente a los Tecolotes de los Dos Laredos en la serie final y en 1988 se derrotó a Saltillo en la serie final, tras una demoledora campaña por parte de los Diablos.

### Década de 1990
Desgraciadamente los médicos determinaron que Cananea Reyes tenía cáncer, por lo que Ramón ‘Diablo’ Montoya adquirió la responsabilidad de dirigir a los Diablos en gira en 1991, año en el que consiguieron llegar a la serie final, pero perdieron ante Monterrey en 7 juegos.
Para 1992, los Diablos, ya con Montoya como mánager único, iniciaron su nueva era sin Cananea Reyes, y accedieron a playofs en segundo lugar de la zona, detrás del acérrimo rival Tigres  que resultó campeón ese año.
En 1994 el México, ya con Marco Antonio Vázquez, obtuvo la revancha, ya que en el 7° partido de la serie final ante Sultanes de Monterrey en el Parque del Seguro Social, lograron darle la vuelta al marcador y así conseguir lo que sería el 11° campeonato.
Las siguientes 3 temporadas, con Marco Vázquez como mánager, resultaron muy amargas tanto para la afición como para los jugadores y cuerpo técnico ya que en estas se consiguió llegar hasta la serie final, pero las 3 fueron perdidas, las primeras 2 ante los Sultanes de Monterrey sin poner mucha resistencia, ya que se perdieron por 4-0 y 4-1; y en 1997 se perdió ante el odiado rival, los Tigres Capitalinos, en 5 juegos tras una asombrosa temporada regular.
En 1998 los Diablos volvieron a quedarse con las manos vacías al ser eliminados por el núbil equipo de Oaxaca, el que a la postre obtendría su 1° campeonato.
Después vino una época de dominio capitalino, ya que de 1999 a 2003 se repitió una misma serie final, ‘La Guerra Civil’ entre Los Diablos Rojos del México y los Tigres Capitalinos.
La temporada de 1999 empezó con una noticia triste para la afición defeña, la cual informaba del cambio de estadio debido a que el histórico Parque del Seguro Social pasaría a manos de una empresa, la que derribaría al estadio para construir lo que hoy es la 'Plaza Delta', un moderno centro comercial.
Ya en la final, los Diablos lograron alzarse con el 12° título al vencer y tomar revancha contra los Tigres.

### Década de los 2000

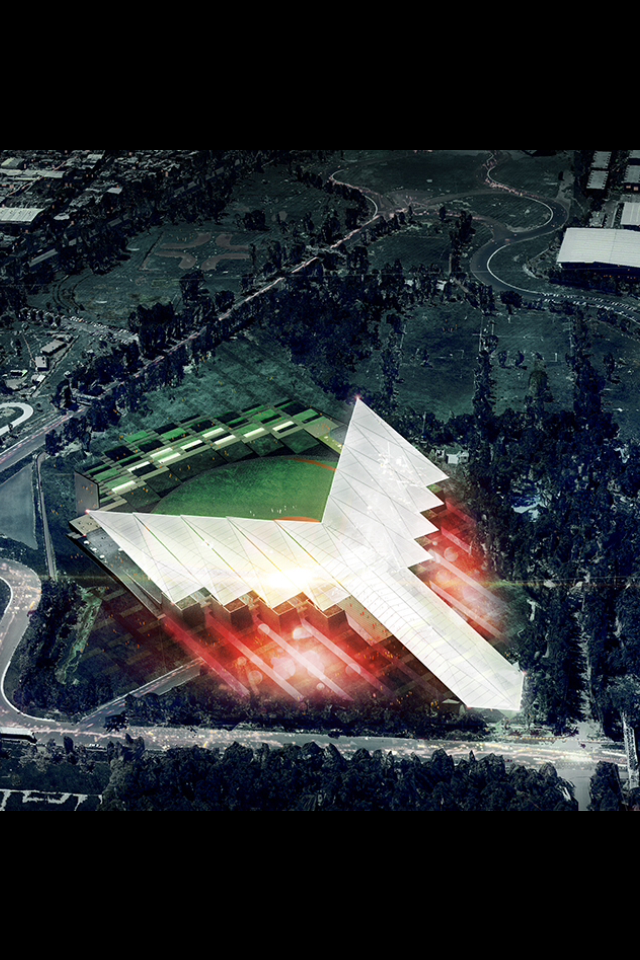
El nuevo estadio de béisbol, diseñado por Francisco González-Pulido.

Los Diablos y los Tigres tendrían como nueva casa al Foro Sol, construcción pensada en primer plano para la realización de eventos multitudinarios como conciertos, por lo que se debió de hacerle una remodelación para recibir partidos de béisbol. El 2 de diciembre de 2014 se anunció que la nueva casa del equipo será un estadio diseñado y construido por el arq. Francisco González-Pulido. El inmueble estará ubicado en la Magdalena Mixhuca, y tendrá una capacidad para 13 mil aficionados.
En el primer año fueron los Tigres los que consiguieran el gallardete venciendo al México en 5 juegos, cosa que repitieron en 2001, ahora en 6 encuentros. Esta temporada resultó especialmente triste, ya que sumado a esto, el Sr. Chara Mansur falleció.
Pero las cosas cambiaron en los 2 siguientes años. En la serie final de 2002 los Tigres, que llegaban con la novedad de que jugaban ahora en la ciudad de Puebla, llegaban al 5° partido con ventaja de 3 juegos a 1. En el 6° juego un home run terminó por decidir el encuentro a favor de los Rojos, lo que obligaba a un 7° y último partido que fue ganado por los Diablos, lo que le dio su 13° gallardete al equipo dirigido por el dominicano Bernie Tatis. Este título fue dedicado a la memoria del Sr. Mansur y del pelotero Nelson Barrera, que fue figura del equipo por muchas temporadas y falleció debido a un lamentable accidente en su casa.
Un año después las novenas se enfrentarían por 5° vez consecutiva. Esta vez los Tigres no dieron mucha pelea y fueron derrotados en 5 juegos. En este último, un sencillo al jardín derecho de José Luis Sandoval remolcó la carrera del 14° título en la 13° entrada. El título fue dedicado a la memoria del querido bat boy que se mantuvo en el equipo por muchos años, Antonio ‘El Abuelo’ Mora.
2004 y 2005 resultaron campañas grises para el equipo ya que no se encontró un buen funcionamiento; sin embargo, como es una costumbre, se logró calificar a playoffs.
En el 2005, el equipo celebró su 65 aniversario y, junto con los Tigres que celebraban su 50 aniversario, decidieron jugar solamente con peloteros mexicanos. A partir de 2008 ambos equipos volvieron a jugar con extranjeros.
En la campaña 2006 el equipo había obtenido el 1° lugar de la zona sur, pero fueron echados por Leones de Yucatán en el 7° partido del primer play-off en casa. El mánager Marco Antonio Vázquez fue blanco de las críticas por sus decisiones de este partido.
En la temporada de 2007 el México volvió a quedar como 1° lugar de la Zona Sur y también fueron eliminados de los play-offs por los Leones de Yucatán. En la primera ronda de la postemporada llegaron a estar abajo en la serie 3 juegos a 1 en contra de los Olmecas de Tabasco, pero los rojos ganaron el último juego en Villahermosa y obligaron a que la serie regresara a la capital mexicana, en donde ganaron los juegos 6 y 7 y así pasar a la final sureña. Ganaron el primer juego en contra de Yucatán, pero los 'melenudos' respondieron ganando 4 juegos en fila y así evitar la posible revancha de los Diablos.
A partir de la temporada 2008 volvieron a jugar con extranjeros, dando por terminada la mexicanización iniciada en la temporada 2005, que si bien no les dio ningún título de la liga, si sirvió para desarrollar nuevos talentos, algunos ya triunfando en Grandes Ligas como Joakim Soria. Se designó como mánager a Daniel Fernández, quien sólo jugó una entrada en el partido inaugural y se retiró como jugador. En esta temporada el México quedó como primer lugar de la Zona Sur y se enfrentó en la primera ronda a los Piratas de Campeche, los "pingos" los eliminaron en 4 juegos. Por el campeonato de la zona sur se enfrentaron de nueva cuenta a los Leones de Yucatán en una peleada serie que el México culminó en 6 encuentros. La Serie Final se jugó contra el equipo actual de mayor antigüedad de la liga, los Sultanes de Monterrey, a los cuales vencieron en 5 juegos coronándose en el Estadio de Béisbol Monterrey, siendo el primer título ganado como visitante desde 1996 por cualquier equipo de la Liga Mexicana de Béisbol.
Para la temporada 2009 Daniel Fernández siguió al mando de la "pandilla escarla" y consiguió que de nueva cuenta clasificaran a play-offs, donde se enfrentaron a los Vaqueros Laguna. Los Diablos lograron remontar la desventaja en la serie para forzar a un séptimo juego donde fueron eliminados.

### Década de los 2010
Meses antes de dar inicio a la temporada 2010 Daniel Fernández fue relevado del mando del equipo por el manejador boricua Max Oliveras "el Mako".
Dado que durante esta temporada el equipo cumplió 70 años de vida hubo dos eventos que conmemoraron esta fecha. Correos de México emitió tres estampillas conmemorativas donde aparecen los jugadores: José Luis Sandoval, Miguel Ojeda y Roberto Saucedo.
En el otro evento la Lotería Nacional de México emitió billetes con el escudo del equipo y la imagen de un jugador.
Durante la temporada el equipo tuvo una primera vuelta con muchos fallos en el cuerpo de pitcheo y varios jugadores estuvieron lesionados. Pero para la segunda vuelta el equipo logró alcanzar el primer lugar en la Zona Norte.
Durante el 1.er play-off le tocó enfrentar a los Saraperos de Saltillo, la serie se fue arriba en favor de los escarlatas 3 juegos a 1, pero tras caer en el quinto juego el cual fue sin hit ni carrera los coahuilenses vinieron de atrás para quedarse con la serie y eliminar a los "pingos".
Los Diablos Rojos del México anunciaron el 6 de diciembre de 2011 mediante un comunicado, que enfrentarían a los Texas Rangers, en un partido amistoso que se celebró en 2012 en el Rangers Ballpark in Arlington, casa del equipo texano. 
Esta fue la segunda ocasión en que se enfrentarán estas dos novenas, la primera fue en territorio nacional, cuando los texanos los visitaron en 1974, en el desaparecido Parque del Seguro Social, cuando tenían como mánager a "Billy" Martin, quien enfrentó a los pupilos de Benjamín "Cananea" Reyes. La victoria fue para los visitantes.
En la campaña 2011 le tocó enfrentar a los Pericos de Puebla en la primera ronda a los que les ganó en 6 juegos. En la final de zona se enfrentaron a los Sultanes de Monterrey a quienes vencieron en 7 partidos. Volverían a jugar una final contra sus rivales Tigres de Quintana Roo con quienes cayeron en 4 partidos.
En la temporada 2012 serían barridos por Sultanes de Monterrey en la primera ronda.
Para el 2013 se implementaba el sistema del Comodín el cual consiste en un juego de eliminación directa entre el cuarto y quinto lugar de cada zona para clasificar a la primera ronda de play off. El partido se llevó a cabo en el Foro Sol donde vencieron a los Acereros de Monclova 7-3. En la primera ronda quedarían fuera por los Saraperos de Saltillo en 3 juegos.
En la temporada 2014 conseguirían su título número 16 de su historia. Dejarían en el camino a Vaqueros Laguna y Sultanes de Monterrey en 6 y 4 juegos respectivamente. En la final barrerían a los Pericos de Puebla para así coronarse campeones.
Para el 2015 el equipo se muda al Estadio Fray Nano donde terminarían como líderes de toda la liga al terminar con marca de 73 ganados y 39 perdidos, sin embargo quedarían fuera en la primera ronda al perder en 7 partidos contra los Toros de Tijuana.
Para la temporada Primavera 2018 los Diablos son cambiados a la Zona Sur en donde terminan en Segundo lugar y regresan a la postemporada después de 3 años pero fueron eliminados por los Tigres de Quintana Roo en 5 juegos.
Para la temporada Otoño 2018 volvieron a terminar en Segundo lugar de la Zona Sur, eliminaron a los Pericos de Puebla en 5 juegos de la primera ronda de playoffs, sin embargo fueron vencidos por los Guerreros de Oaxaca en 6 juegos de la Final Sureña.
Para el 2019 inaugura su nueva casa el Estadio Alfredo Harp Helú, terminaron como Primer lugar de la Zona Sur. En la primera ronda de playoffs eliminaron a los Tigres de Quintana Roo en una serie que se extendió a 7 juegos para avanzar a la Final del Sur, sin embargo fueron barridos por los Leones de Yucatán.

### Década de los 2020
En la temporada 2021 y después de la única vez en 95 años tuvo que no jugarse una temporada en México por cuestión de la Pandemia de Covid-19, los Diablos llegarían a ser líder de la Zona Sur y con ello clasificar a postemporada. En el Primer Playoff del nuevo formato de la liga, enfrentaría a Tigres a quienes vencieron en 5 juegos en el Parque Kukulcán Alamo, ya que en ese momento el  Estadio Beto Ávila de Cancún iniciaría su remodelación.
Posteriormente se enfrentaron a los debutantes El Águila de Veracruz llevándose la victoria en 5 juegos, pasando así a la Serie de Campeonato frente a Leones de Yucatán quienes se proclamarían como campeones de la Zona Sur derrotando al México en cinco juegos y terminando la temporada a los capitalinos.
En la Temporada 2022 llegaría al timonel Juan Gabriel Castro quien lograría calificar a los Rojos nuevamente a Playoffs, pero nuevamente como los líderes de la Zona Sur. En el Primer Playoff barren contundentemente a El Águila de Veracruz, por consecuente se enfrentarían a Pericos de Puebla a quienes al igual que Veracruz llegaría por cuarta vez a la Serie de Campeonato de Zona. Por tercera vez consecutiva vería más su suerte  en la final de zona frente a  Leones llevando la serie a 7 juegos, mismo donde los pingos ya no lograrían responder después del hit de 2 carreras por parte de Luis Juárez, terminando así su participación en la temporada.

### Controversias
El Sr. Miguel Arturo Ojeda Siqueiros, Director Deportivo del club Diablos Rojos del México, se hace acreedor a una sanción consistente en la suspensión temporal de 1 (un) año calendario, con efectos inmediatos, por lo cual queda imposibilitado de participar en cualquier actividad organizada por la LMB. En caso de reincidencia en los hechos imputados, la LMB estará facultada para suspenderlo de manera indeterminada de cualquier actividad relacionada con la LMB, derivado a una investigación por manipulación de cámaras de trasmisión en el estadio Harp Helú  en los juegos 1 y 2 de la serie de campeonato de la serie sur en contra de los Leones de Yucatán a favor de los Diablos Rojos del México, sin embargo, no se encontró evidencia de robo de señales

## Estadio

### Parque Delta
La primera casa de los Diablos fue el desaparecido Parque Delta en donde jugaron de 1940 a 1954, compartieron casa con los Azules de Veracruz.

### Parque del Seguro Social
Los Diablos jugaron en el histórico Parque del Seguro Social donde conseguirían 12 campeonatos, de 1955 al 1 de junio de 2000, fecha en que fue despedido el parque como casa de los Diablos y Tigres; primero se realizó un juego de veteranos de ambos equipos y posteriormente el último juego oficial, en el que ganaron los Diablos.

### Foro Sol
Ubicado en la Ciudad Deportiva de la Ciudad de México, el Foro Sol es originalmente un centro de espectáculos como conciertos y carreras de autos.
El 2 de junio de 2000 fue inaugurado como estadio de béisbol el Foro Sol, en un partido pasado por lluvia en el que se enfrentaron los dos equipos que en aquel entonces eran de la capital y en el cual resultaron ganadores los Tigres. Al mudarse los Tigres en 2002, el Foro Sol quedó siendo casa solamente de los Diablos.

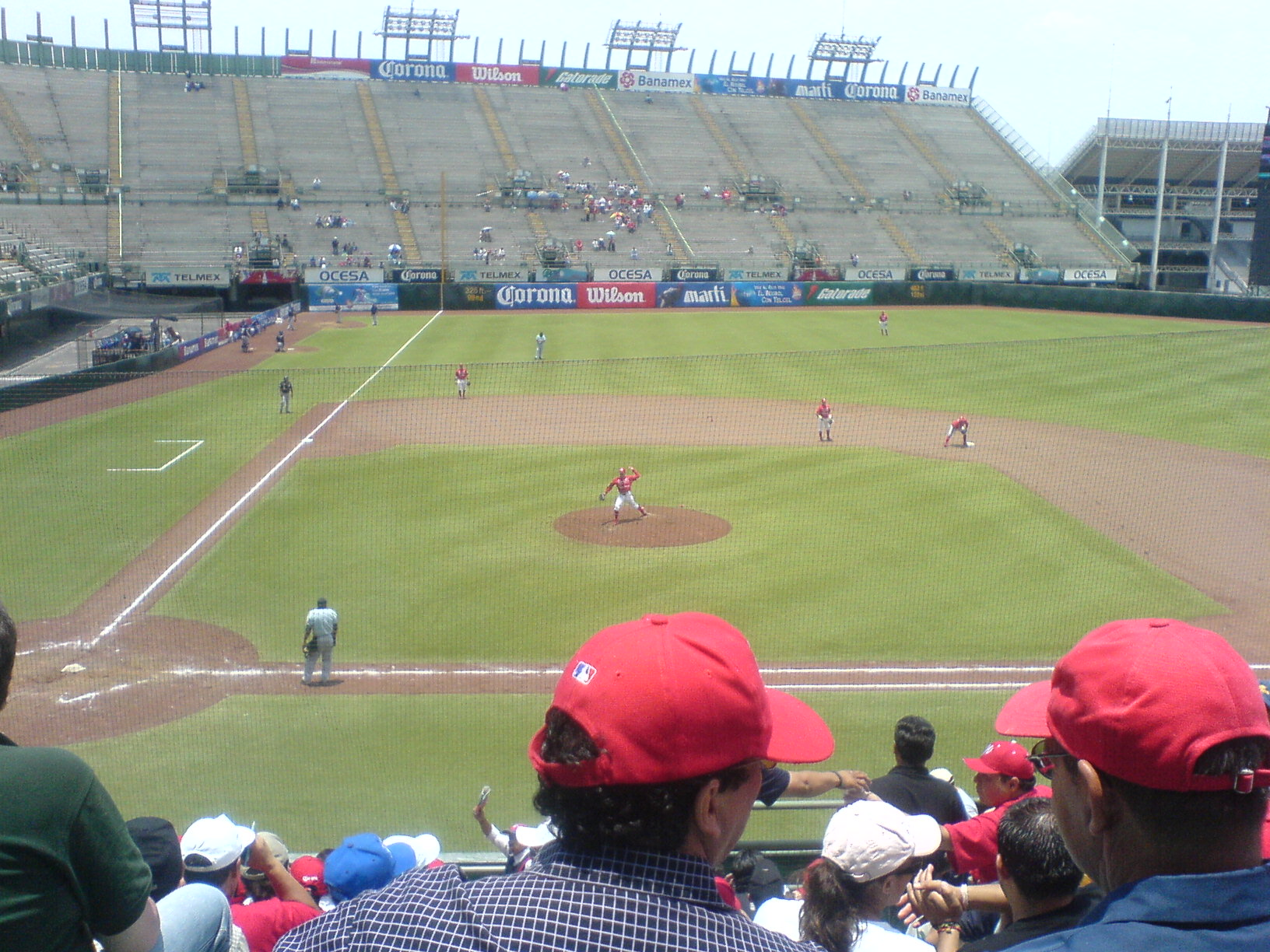
Partido dominical entre Rieleros de Aguascalientes y Diablos en el Foro Sol.

Las gradas del Foro Sol tienen una capacidad de 25,000 personas, el campo contaba con superficie artificial, tenía una pantalla gigante y estacionamiento afuera del estadio en el Autódromo Hermanos Rodríguez.
Las dimensiones del campo eran 326 ft por jardín izquierdo, 417 ft por jardín central y 333 ft por jardín derecho.
El estadio no sufrió muchas modificaciones desde que se inauguró, excepto que se techó la zona de butacas.
A partir de la temporada 2007 dejó de recibir este nombre para los encuentros de béisbol debido al cambio de cervecera patrocinadora del equipo. Ahora se le conoce como Infierno Solar.

### Estadio Fray Nano
En junio de 2010, el presidente del equipo Alfredo Harp, junto al Jefe de Gobierno del Distrito Federal, Marcelo Ebrard, anunció que se estaba trabajando en un proyecto para la construcción de un nuevo estadio de béisbol para el equipo, sin embargo el proyecto se derrumbó y no fue sino hasta finales de la temporada 2014 cuando con el anuncio del regreso de la Fórmula 1 a la Ciudad de México los Diablos requirieron de un nuevo escenario para jugar. La noticia tomó por sorpresa a todos y finalmente se anunció que jugarían a partir del 2015 y por dos temporadas en el remodelado Estadio Fray Nano para posteriormente inaugurar su casa definitiva en el 2019.

### Estadio Alfredo Harp Helú
Un proyecto de estadio anunciado desde 2010 fue concretado hasta 2017, cuando se iniciaron las licitaciones para la construcción de un estadio y hogar permanente del equipo, que sería estrenado hasta 2019. El parque tomó el nombre del propietario de Diablos Rojos, Alfredo Harp Helú.
El complejo fue inaugurado el 23 de marzo de 2019, con un juego de exhibición contra los San Diego Padres. El primer juego oficial de la Liga Mexicana de Béisbol fue el 5 de abril de 2019 contra Tigres de Quintana Roo, con un marcador de 8-14 en favor de los Diablos.
El 26 de abril de 2022 se inaugura dentro del recinto, el Museo Diablos que cuenta con el archivo histórico del club así como antigüedades pertenecientes al exjugadores, aficionados y propios del club.

## Jugadores

### Roster actual
Actualizado al 9 de septiembre de 2024.
| Diablos Rojos del México Roster 2024     |    |                                    |                          |
| C U E R P O T É C N I C O                |    |                                    |                          |
| Mánager                                  | 30 | Bandera de Estados Unidos          | Lorenzo Bundy            |
| J U G A D O R E S                        |    |                                    |                          |
| L A N Z A D O R E S                      |    |                                    |                          |
| Batea: Z / Tira: Z                       | 26 | Bandera de México                  | Alemao Hernández         |
| Batea:Z / Tira: Z                        | 73 | Bandera de Puerto Rico             | Alex Claudio             |
| Batea: D / Tira: D                       | 19 | Bandera de Estados Unidos          | Brooks Hall (Alta)       |
| Batea: Z / Tira: Z                       | 45 | Bandera de Estados Unidos          | Conner Menez             |
| Batea: D / Tira: D                       | 24 | Bandera de Estados Unidos          | Daniel Ponce de León     |
| Batea: D / Tira: D                       | 58 | Bandera de México                  | Edwin Fierro             |
| Batea: D / Tira: D                       | 27 | Bandera de México                  | Efrain Contreras (Alta)  |
| Batea: D / Tira: D                       | 49 | Bandera de Venezuela               | Erik Leal                |
| Batea: D / Tira: D                       | 48 | Bandera de Estados Unidos          | Jake Sanchez             |
| Batea: Z / Tira: Z                       | 71 | Bandera de Estados Unidos          | Jared Lakind (Baja)      |
| Batea: D / Tira: D                       | 72 | Bandera de Estados Unidos          | Jimmy Yacabonis          |
| Batea: D / Tira: D                       | 28 | Bandera de México                  | José Bravo               |
| Batea: D / Tira: D                       | 13 | Bandera de Estados Unidos          | Justin Courtney (Alta)   |
| Batea: D / Tira: D                       | 89 | Bandera de México                  | Máximo Rodríguez         |
| Batea: D / Tira: D                       | 92 | Bandera de México                  | Óscar Rojas (Baja)       |
| Batea: D / Tira: D                       | 91 | Bandera de Estados Unidos          | Rafael Córdova (Reserva) |
| Batea: D / Tira: D                       | 38 | Bandera de Estados Unidos          | Ronnie Williams          |
| Batea: D / Tira: Z                       | 18 | Bandera de Estados Unidos          | Steven Moyers (Baja)     |
| Batea: Z / Tira: D                       | 20 | Bandera de Japón                   | Tomohiro Anraku          |
| Batea: D / Tira: D                       | 96 | Bandera de Estados Unidos          | Trevor Bauer             |
| R E C E P T O R E S                      |    |                                    |                          |
| Batea: Z / Tira: D                       | 57 | Bandera de México                  | Fernando Villalobos      |
| Batea: D / Tira: D                       | 52 | Bandera de México                  | Francisco Córdoba        |
| Batea: D / Tira: D                       | 70 | Bandera de México                  | Gabriel Gutiérrez        |
| Batea: D / Tira: D                       | 27 | Bandera de Venezuela               | José Briceño (Baja)      |
| Batea: Z / Tira: D                       | 12 | Bandera de Estados Unidos          | Patrick Mazeika (Alta)   |
| J U G A D O R E S D E C U A D R O        |    |                                    |                          |
| Segunda base - Batea: Z / Tira: D        | 8  | Bandera de México                  | Carlos Sepúlveda         |
| Primera base - Batea: D / Tira: D        | 9  | Bandera de Cuba                    | Diosbel Arias            |
| Primera base - Batea: D / Tira: D        | 29 | Bandera de México                  | Japhet Amador (Reserva)  |
| Primera base - Batea: Z / Tira: Z        | 46 | Bandera de Estados Unidos          | José Marmolejos          |
| Parador en corto - Batea: Z / Tira: D    | 5  | Bandera de Venezuela               | José Rondón              |
| Primera base - Batea: Z / Tira: D        | 47 | Bandera de México                  | Juan Carlos Gamboa       |
| Segunda base - Batea: Z / Tira: D        | 61 | Bandera de México                  | Moisés Gutiérrez         |
| Primera base - Batea: Z / Tira: D        | 22 | Bandera de la República Dominicana | Robinson Canó            |
| J A R D I N E R O S                      |    |                                    |                          |
| Jardinero central - Batea: D / Tira: D   | 56 | Bandera de la República Dominicana | Aristides Aquino         |
| Jardinero central - Batea: D / Tira: D   | 43 | Bandera de Venezuela               | Franklin Barreto         |
| Jardinero central - Batea: D / Tira: D   | 36 | Bandera de México                  | Jesús Fabela             |
| Jardinero central - Batea: D / Tira: D   | 67 | Bandera de Venezuela               | José Pirela              |
| Jardinero izquierdo - Batea: Z / Tira: D | 31 | Bandera de México                  | Julián Ornelas           |
| Jardinero derecho - Batea: Z / Tira: D   | 23 | Bandera de Venezuela               | Ramón Flores (Reserva)   |

 =  Cuenta con nacionalidad mexicana. 

### Jugadores destacados
- Ramón Arano.
- Alfredo "El Zurdo" Ortiz.
- Ramón "Abulón" Hernández.
- Ramón "El Diablo" Montoya.
- Maximino León.
- Francisco "Paquín" Estrada.
- Aurelio López.
- Daniel Fernández.
- Nelson Barrera.
- Burnis "Bill" Wright.(1)
- Alonso Perry.(2)
- Ty Gainey.(3)
- Francisco "Panchillo" Ramírez.(4)
- José Luis Sandoval.

### Números retirados
La organización ha retirado once números hasta el momento.
| José Luis Sandoval SS 1990-2013 | Abelardo Vega 3B 1968-1984 | Benjamín Reyes Mánager 1974-1991 | Daniel Fernández JC 1983-2008 | Alfredo Ortiz P 1963-1984 | Salomé Barojas P 1981-1996 |

| Nelson Barrera 3B, BD 1977-2002 | Lázaro Salazar Mánager 1956-1957 | Héctor Espino 1B 1981 | Roberto Ramírez P 1989-2013 | Ramón Montoya JC 1962-1983 | Antonio Mora Bat Boy ?-2003 |

### Novatos del año
- 1944  Jorge Bravo.
- 1957  Mario Luna.
- 1958  Alberto Palafox.
- 1966  Abelardo Balderas.
- 1970  Ernesto Escárrega.
- 1971  Miguel Suárez.
- 1994  Elmer Dessens.
- 1995  Raúl Páez.
- 2005  Joakim Soria.
- 2006  Salvador Robles.
- 2007  Orlando Lara.
- 2009  Juan Pablo Oramas.
- 2014  Carlos Figueroa.

### Campeones Individuales

#### Campeones Bateadores
| Año  | Nombre           | Porcentaje |
| ---- | ---------------- | ---------- |
| 1941 | Burnis Wright    | .390       |
| 1943 | Burnis Wright(1) | .366       |
| 1950 | Lorenzo Cabrera  | .355       |
| 1956 | Alonso Perry(2)  | .392       |
| 1959 | Alfred Pinkston  | .369       |
| 1960 | Alfred Pinkston  | .397       |
| 1975 | Patrick Bourque  | .372       |
| 1995 | Ty Gainey(3)     | .411       |
| 2003 | Félix José       | .377       |
| 2024 | Robinson Canó    | .431       |
| 2025 | Carlos Sepúlveda | .395       |

#### Campeones Productores
| Año  | Nombre             | Producidas |
| ---- | ------------------ | ---------- |
| 1942 | Silvio García      | 83         |
| 1943 | Burnis Wright(1)   | 70         |
| 1946 | Roberto Ortiz      | 108        |
| 1948 | Roberto Ortiz      | 74         |
| 1955 | Alonso Perry       | 122        |
| 1956 | Alonso Perry(2)    | 118        |
| 1957 | Alonso Perry       | 107        |
| 1959 | Marvin Williams(5) | 109        |
| 1960 | Alfred Pinkston    | 144        |
| 1987 | Nelson Barrera     | 134        |
| 1988 | Nelson Barrera     | 124        |
| 1991 | Larry See          | 129        |
| 1992 | Ty Gainey          | 133        |
| 1995 | Ty Gainey(3)       | 115        |
| 1997 | Ty Gainey          | 108        |
| 2002 | Félix José         | 102        |
| 2004 | Roberto Saucedo    | 97         |
| 2009 | Roberto Saucedo    | 109        |
| 2011 | Luis Terrero       | 110        |
| 2013 | Japhet Amador      | 121        |
| 2015 | Japhet Amador      | 117        |
| 2024 | Julián Ornelas     | 84         |

#### Campeones Jonroneros
| Año  | Nombre             | Jonrones |
| ---- | ------------------ | -------- |
| 1943 | Burnis Wright(1)   | 13       |
| 1945 | Roberto Ortiz      | 26       |
| 1946 | Roberto Ortiz      | 25       |
| 1947 | Roberto Ortiz      | 22       |
| 1948 | Roberto Ortiz      | 19       |
| 1956 | Alonso Perry(2)    | 28       |
| 1959 | Marvin Williams(5) | 29       |
| 1987 | Nelson Barrera     | 42       |
| 1992 | Ty Gainey          | 47       |
| 1995 | Ty Gainey(3)       | 27       |
| 1997 | Ty Gainey          | 25       |
| 2005 | Roberto Saucedo    | 35       |
| 2014 | John Lindsey       | 33       |
| 2015 | Japhet Amador      | 41       |

#### Campeones de Bases Robadas
| Año   | Nombre              | Bases |
| ----- | ------------------- | ----- |
| 1941  | Burnis Wright       | 20    |
| 1943  | Héctor Rodríguez    | 22    |
| 1967  | Abelardo Balderas   | 41    |
| 1978  | Antonio Villaescusa | 29    |
| P2018 | Carlos Figueroa     | 23    |
| 2025  | Allen Córdoba(8)    | 48    |

#### Campeones de Juegos Ganados
| Año   | Nombre               | Récord |
| ----- | -------------------- | ------ |
| 1941  | Theolic Smith        | 16-?   |
| 1947  | Theolic Smith        | 22-?   |
| 1951  | Jim LaMarque         | 19-?   |
| 1953  | Juan Crespo          | 18-8   |
| 1956  | Francisco Ramírez(4) | 20-3   |
| 1960  | Francisco Ramírez    | 17-13  |
| 1969  | Alfredo Ortiz        | 23-9   |
| 1976  | Enrique Romo         | 20-4   |
| 1983  | Alfonso Pulido       | 17-3   |
| 1984  | Luis Fernando Méndez | 17-5   |
| 1987  | Luis Fernando Méndez | 16-6   |
| 1997  | Elmer Dessens        | 16-5   |
| 2000  | Ángel Moreno         | 13-8   |
| 2004  | José Silva           | 12-3   |
| 2011  | Marco Duarte         | 12-4   |
| 2015  | Marco Duarte         | 13-5   |
| 2017  | Octavio Acosta       | 14-1   |
| O2018 | Patrick Johnson      | 7-2    |
| 2024  | Trevor Bauer         | 10-0   |

#### Campeones de Efectividad
| Año  | Nombre               | Porcentaje |
| ---- | -------------------- | ---------- |
| 1949 | Alfonso Ramírez      | 2.35       |
| 1956 | Francisco Ramírez(4) | 2.25       |
| 2009 | Juan Pablo Oramas    | 2.31       |

#### Campeones de Ponches
| Año  | Nombre               | Ponches |
| ---- | -------------------- | ------- |
| 1941 | Edward Porter        | 133     |
| 1948 | Agapito Mayor(6)     | 92      |
| 1956 | Francisco Ramírez(4) | 148     |
| 1970 | Felipe Leal          | 170     |
| 1976 | Enrique Romo         | 239     |
| 2024 | Trevor Bauer         | 120     |

#### Campeones de Juegos Salvados
| Año  | Nombre            | Juegos |
| ---- | ----------------- | ------ |
| 1974 | Aurelio López     | 20     |
| 1975 | Aurelio López     | 23     |
| 1976 | Aurelio López     | 16     |
| 1977 | Aurelio López     | 30     |
| 1984 | Antonio Pulido(7) | 23     |
| 1985 | Antonio Pulido    | 20     |
| 1987 | Antonio Pulido    | 21     |
| 1988 | Salomé Barojas    | 17     |
| 1989 | Salomé Barojas    | 24     |
| 2025 | Tomohiro Anraku   | 22     |

1 Ganador de la triple corona de bateo en la temporada 1943.
2 Ganador de la triple corona de bateo en la temporada 1956.
3 Ganador de la triple corona de bateo en la temporada 1995.
4 Ganador de la triple corona de pitcheo en la temporada 1956.
5 Comenzó la temporada con Tigres.
6 El equipo comenzó la temporada como San Luis.
7 Comenzó la temporada con Coatzacoalcos.
8 Comenzó la temporada con Jalisco.

## Ejecutivos del año
La organización ha obtenido el nombramiento de Ejecutivo del Año en la LMB en diez ocasiones.
- 1968  Arnulfo Rodríguez.
- 1973  Ángel Vázquez.
- 1984  Roberto Mansur.
- 1988  Roberto Mansur.
- 1994  Roberto Mansur.
- 1999  Alfredo Harp Helú.
- 2002  José Marrón.
- 2003  Pedro Mayorquín.
- 2008  Roberto Mansur.
- 2014  Alfredo Harp Helú.

## Récords
Véase el anexo de los récords de los Diablos Rojos del México.

## Temporadas 1955-Actualidad
Véase el anexo de las temporadas del México de 1955 a la actualidad.

## Radio y televisión
Radio

Las transmisiones por radio se pueden seguir a través de Radio Felicidad 1180 AM una estación de Grupo ACIR en Ciudad de México, así como por Internet en el sitio web de los diablos, en el de la estación o en el de la Liga Mexicana. Por esos medios se transmiten todos los partidos de la temporada de los diablos ya sea en casa o en gira. Ya es una costumbre desde hace casi diez años que el Grupo ACIR transmita los partidos de los diablos.
La narración en casa corre a cargo de Toño de Valdés y Agustín Castillo; cada uno narra medio partido. En el terreno de juego se encuentran dos comentaristas, uno en cada dogout: Memo García, Miguel Ángel Fernández y Rodolfo Anzaldúa, quienes se alternan en cada partido.
La transmisión en gira corre a cargo de Agustín Castillo con los comentarios entre cada entrada y a veces en el desarrollo del partido por parte de Memo García, Miguel Ángel Fernández o Rodolfo Anzaldúa.
Televisión

ESPN se encargó de transmitir desde 1997 los juegos desde el Estadio del IMSS.
Con la creación del canal TVC Deportes, para la temporada 2008 las transmisiones se movieron a este nuevo canal. Al equipo de comentaristas se anexó, procedente de ESPN, Tomás "Tommy" Morales en los comentarios, y Eduardo Saint-Martin como reportero en el terreno de juego.
En la primera temporada de TVC cubriendo el béisbol de los Diablos, las transmisiones contaron con buena aceptación pues nunca antes se había visto tanto apoyo hacia el béisbol y con transmisiones de buena calidad, que algunos han llegado a comparar con las de la empresa ESPN.
En campañas anteriores se habían tenido contratos con SKY y el canal 52MX de MVS Televisión, en este último se transmitió un exitoso programa sobre el equipo, llamado "Sólo Diablos".
Durante la campaña 2010 los diablos regresaron al sistema de televisión abierta al transmitir sus partidos los días sábados y domingos como locales por el canal Mexiquense TV.
A partir de la temporada 2012 la cadena SKY es la encargada de transmitir todos sus partidos de local.
Desde la temporada 2017, el equipo lanza Diablos Network usando las plataformas de Youtube y Facebook vía streaming transmitiendo los juegos de local.
En Temporada 2021 la LMB lanza su plataforma Jonrón TV.

## Diablos Rojos en la cultura popular
- En un capítulo del El Chavo del Ocho, cuando los niños están jugando béisbol, Quico menciona a los Diablos mientras se burla de Don Ramón.
- En una escena de la película mexicana del 2006, Mosquita Muerta, los personajes que interpretan Odiseo y Demián Bichir, se encuentran en el Foro Sol presenciando un encuentro de los Diablos y ambos vestidos con la camisola que el equipo usó en la temporada 2005.
- En un capítulo del programa Rock Dinner de MTV Latinoamérica, los participantes deben llegar al Foro Sol mientras los Diablos entrenan, encontrar un bat y una pelota para después ganar una cena con Daddy Yankee.